# Naumburg
Naumburg je historické město v Německu, spolková země Sasko-Anhaltsko, asi 40 km jihozápadně od Lipska a 40 km jižně od Halle. Leží v údolí řeky Sály na železniční trati z Lipska do Weimaru, ve městě žije přibližně 32 tisíc obyvatel a jeho zdaleka nejslavnější stavbou je dóm, jenž se stal roku 2018 součástí světového dědictví UNESCO.

## Dějiny

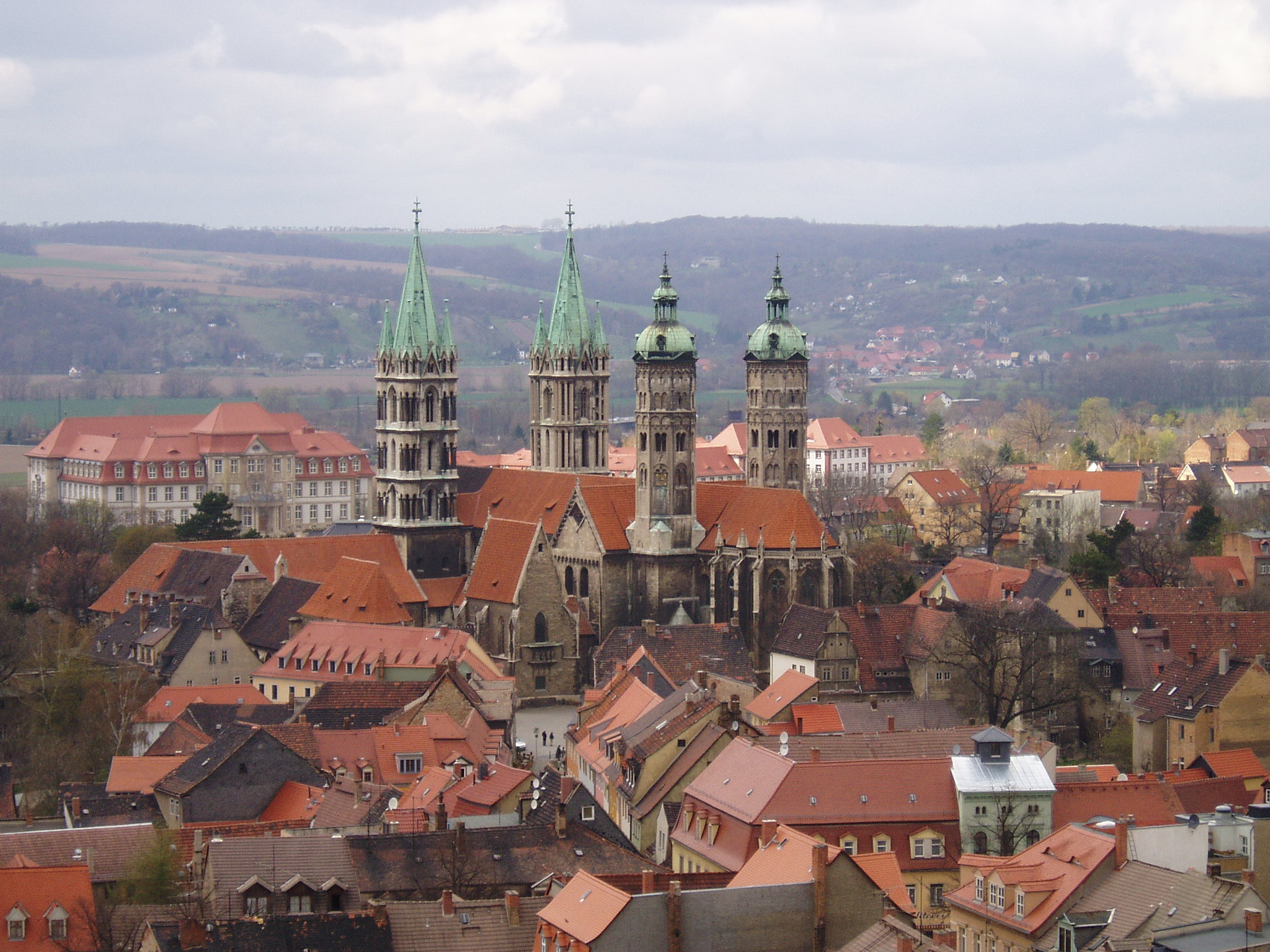
Dóm v Naumburgu (celkový pohled)

Osada se poprvé připomíná jako „nový hrad“ (Newe Burg) míšeňských markrabí v roku 1012, roku 1028 zde bylo zřízeno biskupství a roku 1144 se Naumburg poprvé připomíná jako město. Leželo na významné obchodní cestě (via regia) a už roku 1278 se připomínají naumburské výroční trhy, které až po roce 1500 zastínilo Lipsko.

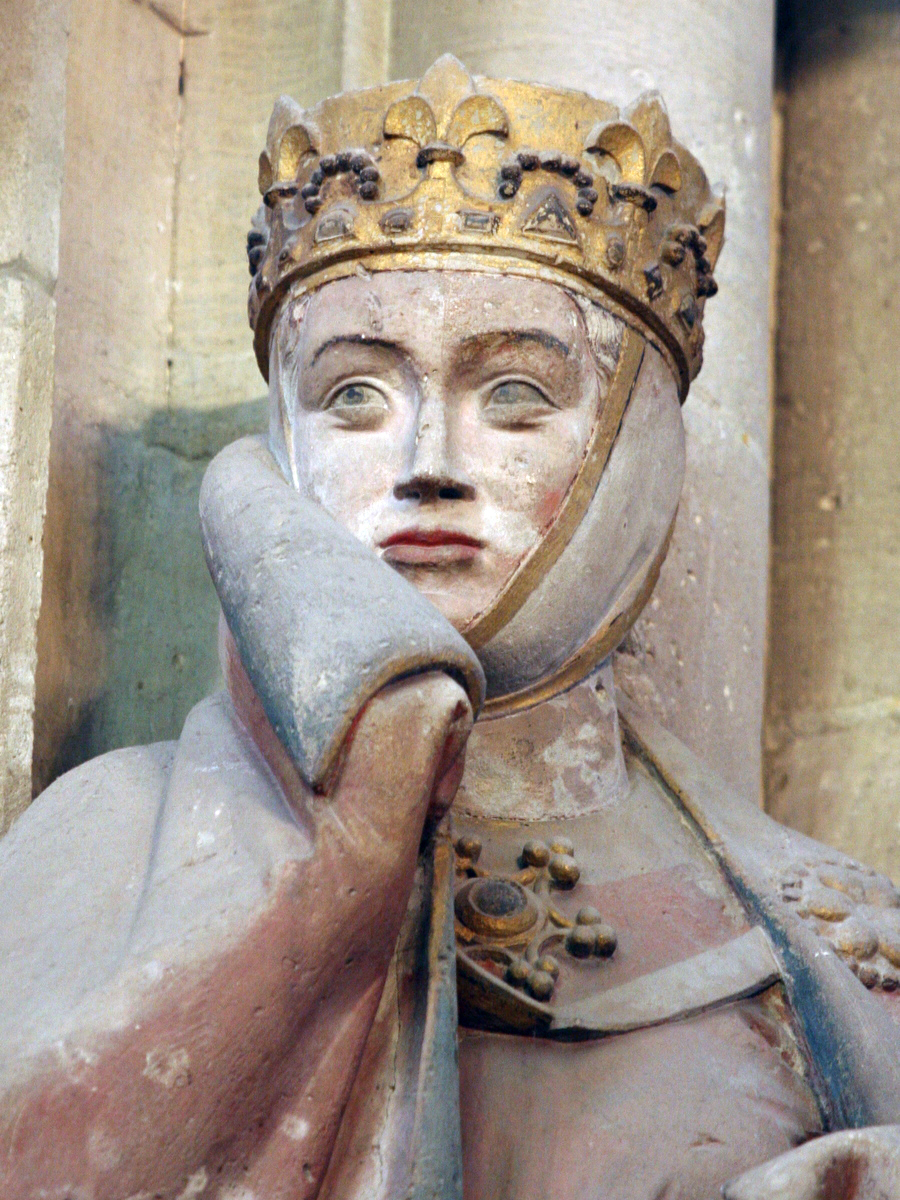
Hraběnka Uta

Až do reformace byl Naumburg biskupské město, od 16. století připadl saským kurfiřtům a králům a byl do počátku
18. století sídlem „sekundogenitury“, mladších bratrů panovníka. Po pádu Napoleonově připadl Naumburg roku 1815 k Prusku a roku 1846 získal první železniční připojení na dráze Halle – Erfurt. Roku 1892 byla uvedena do provozu parní tramvaj, od roku 1907 elektrická, která jezdí dodnes. Za druhé světové války bylo město jen zčásti poškozeno a 14. dubna 1945 osvobozeno Američany. V rámci dohod však připadlo Durynsko do východní zóny a 2. června 1945 přišla do města sovětská armáda, která zde měla významnou posádku až do roku 1991. Od roku 1994 je Naumburg sídlem okresních úřadů okresu Burgenland, k němuž patří i města Zeitz a Nebra.

## Pamětihodnosti

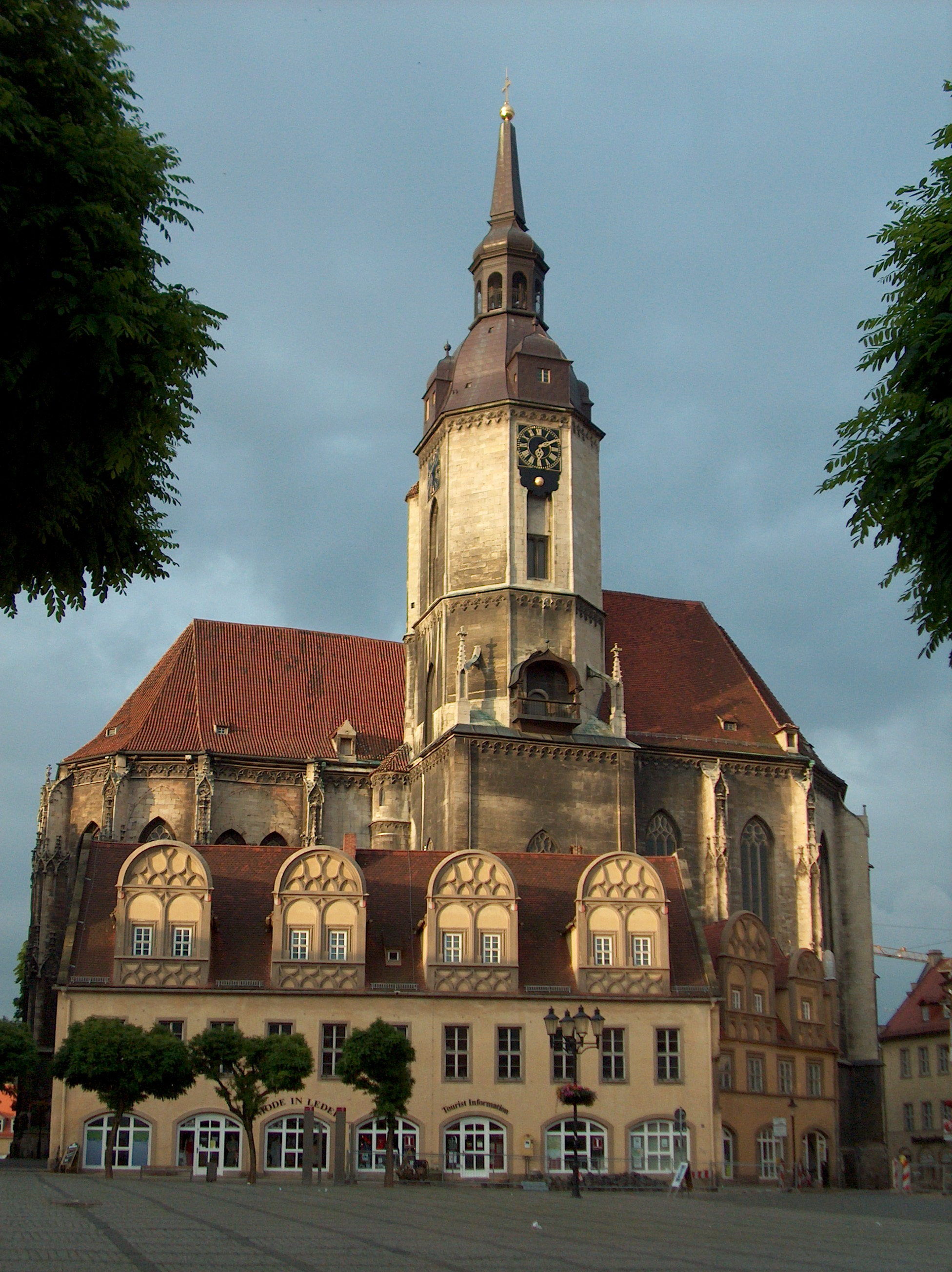
Kostel sv. Václava

- Katedrála v Naumburgu, až do reformace katedrála naumburského biskupství, stojí na místě starší románské basiliky z let 1036–1044, z níž se zachovala pouze krypta. V letech 1210–1242 byla postavena východní část současného chrámu a v letech 1250–1260 západní chór už v raně gotickém slohu. Tuto část stavby, oddělenou velkolepým lettnerem, zřejmě vedl stavitel, který předtím pracoval na francouzských katedrálách a vyzdobil ji sochami, jež patří k vrcholům středověkého sochařství. Sochy zakladatelských párů, míšeňských hrabat Ekkeharta II. a Heřmana s manželkami Utou a Reglindis jsou jedny z prvních živých portrétů středověku. Dóm je od roku 2018 zapsaný na seznamu světového dědictví UNESCO.
- Městský kostel svatého Václava z let 1417–1523, pozdně gotická halová stavba s mohutnou věží, která sloužila i jako městská hláska. V kostele jsou Hildebrandtovy barokní varhany, které za město roku 1746 přejímal Johann Sebastian Bach.
- Renesanční radnice z let 1517–1528 na náměstí vedle kostela, dodnes sídlo městského úřadu.
- Marientor (Mariánská brána) je jediný významnější zbytek pozdně středověkého opevnění.
- Městské muzeum v renesančním domě Hohe Lilie s typickým vysokým štítem a románským stavebním jádrem.
- Měšťanské domy ze 16.–18. století.

Na fasádě jednoho z domů v centru města je v několika plastických obrazech vyobrazena scéna s dětmi a husity. Za dob nacismu musely být plastiky zaplněny sádrou. Naštěstí před zasádrováním byly obrazy pokryty olejem a tak mohly být po roce 1945 bez větších problémů obnoveny.

## Doprava
Naumburg leží na hlavní železniční trati z Lipska do Frankfurtu nad Mohanem, je tedy připojen na síť expresních vlaků ICE. Městské dopravě dominovaly do roku 1991 tramvaje, které jezdily po jediné, okružní, trati. Po roce 1991 byla tramvajová trať uzavřena a měla proběhnout rekonstrukce, ke které nedošlo. Později byly tramvaje obnoveny, avšak spíše jako turistický provoz. Dvounápravové tramvaje Gotha a LOWA jezdí v půlhodinovém intervalu v prokladu s městskými autobusy. 

## Husitské třešňové slavnosti

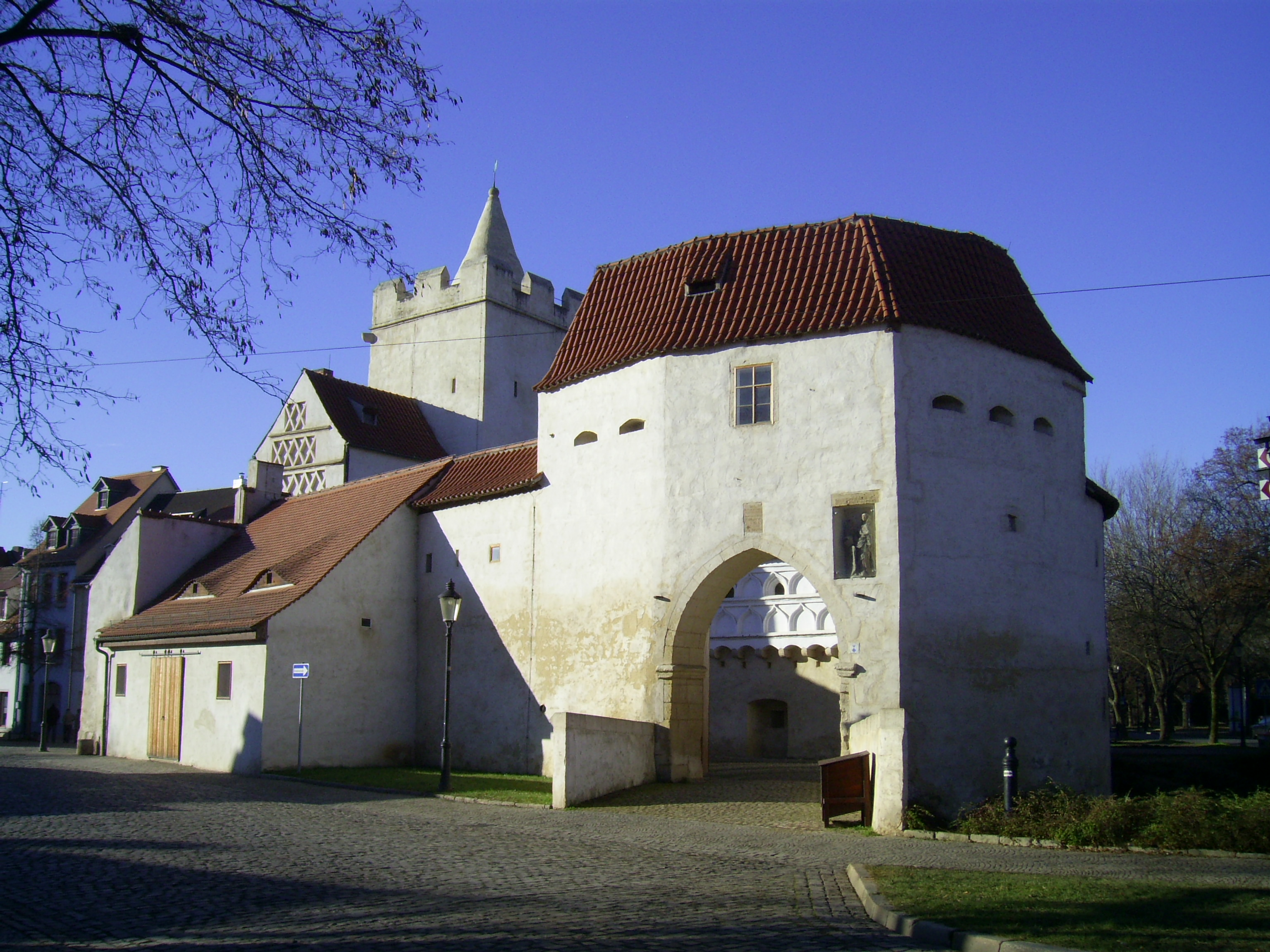
Naumburg (Mariánská brána)

Ve městě se každoročně na konci června, v době, kdy zrají třešně, pořádájí „Husitské třešňové slavnosti“ (Hussiten Kirschfest). Hlavním motivem slavností je pověst o obležení města husity roku 1432. Ti měli hrozit městu zničením, ale neučinili tak, když jim v ústrety vyšel průvod dětí s květinami vedený místním učitelem. To mělo obměkčit srdce husitského vůdce Prokopa Holého, který nejen že se rozhodl město ušetřit, ale navíc děti obdaroval třešněmi. O zlidovění pověsti se postaralo zachycení příběhu učitelem Georgem Rauthem roku 1782. V současnosti je však známé, že husité Naumburg nikdy neobléhali, i když jejich pochod na sever roku 1430 nebo 1431 mohl vést v blízkosti města.  